# لیوادیا (کریمه)
لیوادیا (به لاتین: Livadiya) یک منطقهٔ مسکونی در اوکراین است که در Yalta Urban Okrug واقع شده‌است. لیوادیا ۱٬۰۷۴ نفر جمعیت دارد و ۳۰ متر بالاتر از سطح دریا واقع شده‌است.